# 马克·塔彭宁
马克·塔彭宁（英語：Marc Tarpenning，1964年6月1日—）是一位美国工程师、企业家，特斯拉的联合创始人。

## 生平
塔彭宁于1964年6月1日出生于美国加州萨克拉门托，1985年获得美国加州大学柏克萊分校计算机学士学位。1985年毕业于美国加州大学柏克萊分校并获得计算机学士学位。 2003年，塔彭宁与马丁·艾伯哈德共同创立了“特斯拉”（时称“特斯拉汽车”，Tesla Motors），并先后担任公司的首席财务官、副总裁等职位直至2008年 。
塔彭宁从伯克利毕业后曾于沙特阿拉伯工作数年。
1997年与马丁·艾伯哈德共同创立了NuvoMedia公司，并于1998年发行了电子书“RocketBook”。该公司在2000年被Gemstar–TV Guide International 收购。
2003年，塔彭宁与艾伯哈德再次合作，创立了特斯拉汽车。2004年，伊隆·马斯克进入特斯拉并领导了公司的A轮融资。塔彭宁先后担任特斯拉的首席财务官、副总裁等职位直到2008年。
离开特斯拉后，塔彭宁开始担任一些创业公司的顾问，并担任母校加州柏克萊分校的SkyDeck计划的创业顾问。